# Commune (Autriche)
Pour les articles homonymes, voir Commune (homonymie).
Les communes (en allemand : Gemeinden) en Autriche sont le niveau le plus bas de l'organisation territoriale inscrite dans la Constitution fédérale. Elles sont au nombre de 2 095 le 1er janvier 2020. Les structures organisationnelles et les tâches de la capitale, Vienne, et des autres villes statuaires diffèrent sensiblement des communes ordinaires.

## Historique
Après la révolution autrichienne de 1848, l'empereur François-Joseph Ier a arrêté, par décret du 17 mars 1849, un premier code des communes (Gemeinde-Gesetz) valable pour les terres de l'empire d'Autriche à l'exception du royaume de Hongrie. Jusqu'ici, les domaines étaient sous la domination de chaque seigneur représenté par un bailli (Dorfrichter) ; un concept qui est resté pratiquement inchangé depuis l'époque féodale. Le 5 mars 1862, le nouveau Conseil d'Empire (Reichsrat) a adopté la Loi impériale sur les dispositions fondamentales relatives à la réglementation des communes.
Après la Première Guerre mondiale, l'assemblée nationale provisoire de la république d'Autriche allemande a décidé le 18 décembre 1918 que le droit de vote et d'éligibilité est exercé à tous les niveaux sans distinction de sexe. La Loi portant adoption de la Constitution fédérale (Bundes-Verfassungsgesetz, B-VG), entré en vigueur le 10 novembre 1920, déterminait encore des principes fondamentaux de la structure communale ; les modalités précises sont laissées au choix des États fédérés.
Dans le cadre de l'annexion de l'Autriche par le Troisième Reich (Anschluss) de 1938 à la fin de la Seconde Guerre mondiale, la législation locale d'Allemagne s'appliquait. Par la Loi de transition adopté le 1er mai 1945, l'ancienne situation juridique est rétablie.
En 1962, le Conseil national a adopté une législation modifiant la constitution et les principes fondamentaux de l'administration conformément à la Charte européenne de l'autonomie locale qui a été ensuite ratifiée par l'Autriche en 1988. Néanmoins, la fusion des communes au cours des réformes territoriales suscite des réactions enflammées de part et d'autre.

## Statuts
Elles ont plusieurs statuts :
- la commune (Gemeinde), pour les communes n'ayant pas le statut de ville ;
- la commune marché ou le bourg (Marktgemeinde), pour les communes n’ayant pas le statut de ville mais où il se tient un marché hebdomadaire ;
- la ville-commune (Stadtgemeinde), qui est une commune qui a le statut de ville mais qui n'a pas le système législatif approprié ou un statut citadin ;
- la ville statutaire (Statutarstadt).

## Sources
- (de) Cet article est partiellement ou en totalité issu de l’article de Wikipédia en allemand intitulé « Gemeinde (Österreich) » (voir la liste des auteurs).

## Compléments